# Tour de Alberta
O Tour de Alberta é uma competição de ciclismo em estrada por etapas que se disputa na província canadiana de Alberta.
A primeira edição desta corrida levou-se a cabo a princípios de setembro de 2013 e esteve incluída no calendário ciclístico internacional americano, dentro da categoria 2.1.
Desenvolveu-se sobre um prólogo e cinco etapas começando na capital Edmonton e finalizando em Calgary.

## Palmarés
| Ano  | Vencedor        | Segundo          | Terceiro       |
| ---- | --------------- | ---------------- | -------------- |
| 2013 | Rohan Dennis    | Brent Bookwalter | Damiano Caruso |
| 2014 | Daryl Impey     | Tom Dumoulin     | Ruben Zepuntke |
| 2015 | Bauke Mollema   | Adam Yates       | Tom Slagter    |
| 2016 | Robin Carpenter | Bauke Mollema    | Evan Huffman   |
| 2017 | Evan Huffman    | Sepp Kuss        | Alex Howes     |

## Palmarés por países
| País           | Vitórias |
| -------------- | -------- |
| Estados Unidos | 2        |
| Austrália      | 1        |
| África do Sul  | 1        |
| Países Baixos  | 1        |